# Hrabstwo Blair
Blair – hrabstwo w stanie Pensylwania w USA. Populacja liczy 127089 mieszkańców (stan według spisu z 2010 roku).
Powierzchnia hrabstwa to 1365 km² (w tym 3 km² stanowią wody). Gęstość zaludnienia wynosi 93,3 osoby/km².

## Miejscowości

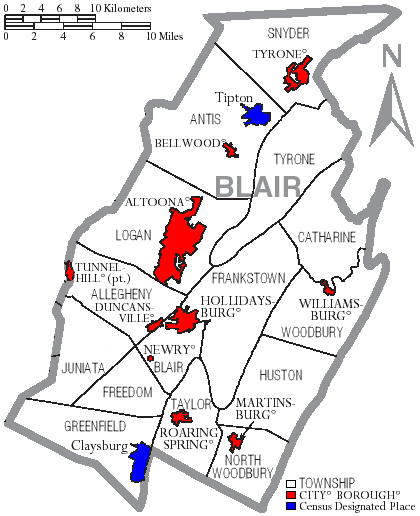
Rozmieszczenie miast i Broughs na mapie hrabstwa

### Miasta
- Altoona

### Boroughs
| - Bellwood - Duncansville - Hollidaysburg - Martinsburg - Newry | - Roaring Spring - Tunnelhill - Tyrone - Williamsburg |